# 格林福德支线
格林福德支线（英語：Greenford branch line）是位于英国伦敦西部的一条长2英里40鏈（4.0）的Network Rail郊区铁路线。它从西伊灵站以西的大西部主线的三角形交汇处向北延伸至格林福德站的西班牙式站台，与伦敦地铁中央线同台换乘。格林福德站附近的一个三角形交汇处与阿克顿至诺索尔特线（前新北主线）相连。该线路主要服务于伊灵和格林福德的郊区。

## 历史

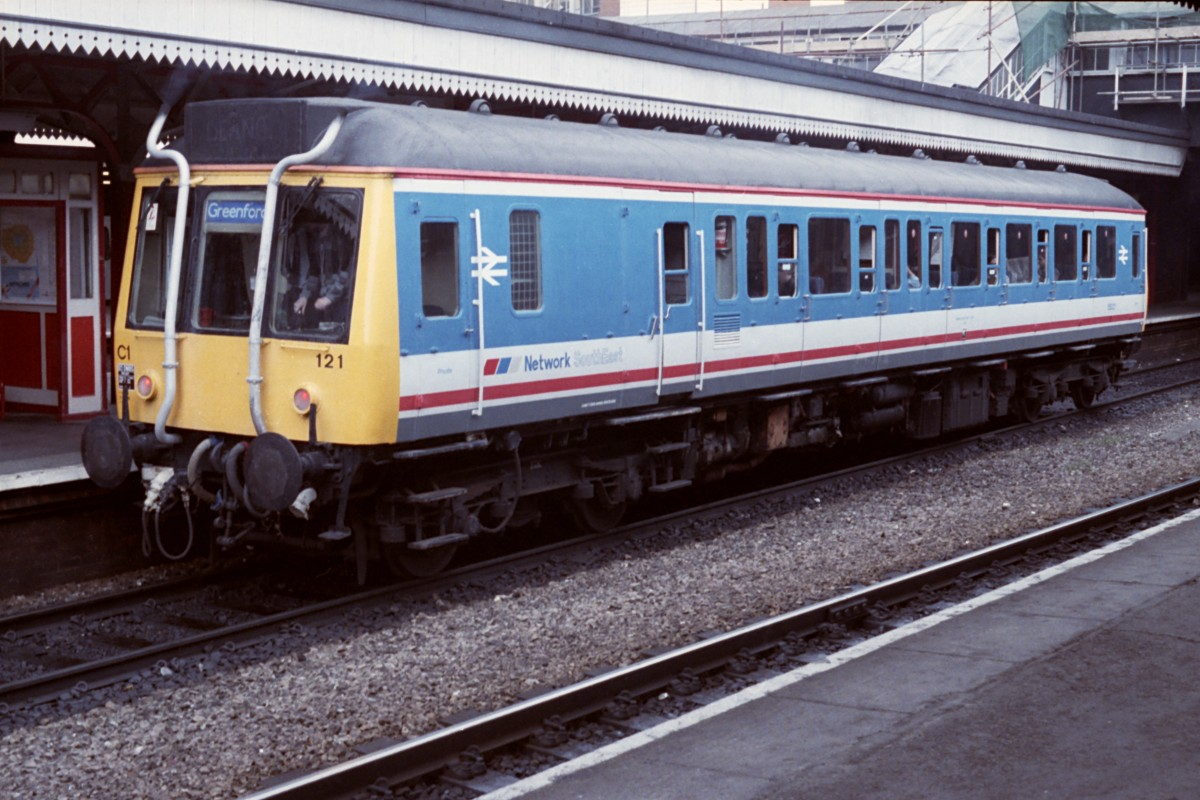
位于伦敦帕丁顿站的BR Network SouthEast涂装的121型柴油动车组，用于格林福德支线（1988 年）。

该线路于1903年开通，同时阿克顿至诺索尔特线上的皇家公园站开通，以服务于在特怀福德修道院庄园部分场地举办的皇家农业展。 展览会于1903年6月15日至7月4日期间举办，期间列车通过皇家公园和伊灵往返于帕丁顿，形成了一个环行服务。正常服务于1904年5月2日开始，并于1904年10月1日接入格林福德站。
由于平衡车轮磨损等操作原因，由大西部主线、格林福德支线和阿克顿至诺索尔特线形成的环线有时用于调转列车。 在2008年的周末，由于西海岸主线施工，该线路被维珍铁路的往返于尤斯顿与伯明翰国际间的“Blockade Buster”列车所使用，该服务经由威尔斯登、阿克顿干线、伊灵大道、格林福德、海威科姆、班伯里和考文垂，使用了2列重连的5节编组的Voyager列车。在2010年2月的两个周日，因为工程施工，前往马里波恩的线路停运，奇尔特恩铁路和Wrexham & Shropshire的列车经由该线路前往帕丁顿。
该线路的列车被称为“推拉式列车” ，这个术语可以追溯到蒸汽时代，当时的机车无法在格林福德换端，所以机车在一个方向上牵引车厢，而在返程时则推动车厢（参见GWR Autocoach）。在20世纪50年代，该服务经常使用两个自动拖车，一个位于机车的一侧。
在20世纪60年代和70年代，该服务通常由一列两节编组的121型“泡泡车”柴油动力列车运营，尽管后来减少为一节车厢。
由于德雷顿绿地、卡尔斯巴公园和南格林福德的站台较短，因此可使用的火车最大长度为两节车厢。
为了给横贯铁路（伊丽莎白线） 做准备，西伊灵站新建了5号站台，并且格林福德支线的大多数列车服务现在终到西伊灵。
2022年2月，大西部铁路宣布计划在该线路上测试快速充电电池技术。由于电气化的优先级较低，替代柴油动力机车的唯一现实选择是使用电池动力。测试通过将现有的165型机车替换为Vivarail制造的230型电池电动列车进行，该公司的快速充电设备将安装在西伊灵的岛式站台上。这涉及安装一条只有当列车在其上方时才会激活的导轨，用于给列车上的锂离子电池充电，这个过程大约需要十分钟。  

## 现况
客运服务由大西部铁路提供。该线的列车在格林福德和西伊灵间运行，除了当天开始时从帕丁顿始发的一班列车，以及当天结束时开往帕丁顿的一班列车。 
从2018年12月10日起，奇尔特恩铁路运营一趟议会列车，在工作日从南莱斯利普出发，沿该线直达西伊灵，然后返回西莱斯利普。该列车此前曾运营至海威科姆，但后来被缩短。然后变成了从西伊灵到西莱斯利普的单向列车，每周三的早上运行一趟。
所有列车服务均由两节编组的165型涡轮柴油列车运营。周日不提供服务。